# Richland Springs
Richland Springs település az Amerikai Egyesült Államok Texas államában, San Saba megyében. Lakosainak száma 244 fő (2020. április 1.).

## Népesség
A település népességének változása:
| Lakosok száma | 333  | 338  | 244  |
|               | 2000 | 2010 | 2020 |